# Maison au 11, rue Haute à Gueberschwihr
La maison au 11, rue Haute est un monument historique situé à Gueberschwihr, dans le département français du Haut-Rhin.

## Localisation
Ce bâtiment est situé au 11, rue Haute à Gueberschwihr.

## Historique
L'édifice fait l'objet d'une inscription au titre des monuments historiques depuis 1934.